# Crocodile (film, 2000)
Pour les articles homonymes, voir Crocodile (homonymie).
Série
Crocodile 2
(2002)
Pour plus de détails, voir Fiche technique et Distribution.
Crocodile est un film américain réalisé par Tobe Hooper et sorti directement en vidéo en 2000.

## Synopsis
Huit étudiants — Brady, Claire, Duncan, Kit, Annabelle, Sunny, Foster et Hubs — partent en week-end en bateau sur un lac isolé du sud de la Californie pour les vacances de printemps. Après une journée de fête, Kit leur raconte une histoire locale qui narre comment, au début des années 1900, un propriétaire d'hôtel nommé Harlan possédait un crocodile nommé Flat Dog. Harlan finit par ériger un sanctuaire pour Flat Dog, croyant qu'il était l'avatar du dieu crocodile égyptien Sobek, créant ainsi un culte qui le vénérait. Les habitants finirent par bannir Harlan et brûlèrent son hôtel des années plus tard, lorsque Kit était enfant. Tout près du lieu où se trouvent le groupe, deux pêcheurs locaux détruisent un nid de crocodile, mais tous deux sont attaqués et dévorés par Flat Dog.
Le lendemain, le chien d'Annabelle s'enfuit, conduisant le groupe au nid du crocodile, où Duncan casse un œuf et Hubs en cache un dans le sac de Claire. La nuit suivante, Sunny, saoule, révèle que Brady a trompé Claire avec elle, ce qui conduit à la rupture du couple. Hubs s'endort au feu de joie pendant que le reste du groupe retourne sur le bateau. Plus tard, Hubs se réveille, tente de revenir au bateau mais il se fait dévorer par Flat Dog, tandis que le bateau se détache et commence à dériver dans le lac. Au matin, le groupe découvre que le bateau s'est échoué. Pendant que le reste du groupe tente de réparer le bateau, Brady et Sunny, partis à la recherche d'Hubs , échappent de justesse à l'attaque de Flat Dog. Ils partent avertir les autres mais Flat Dog arrive et coule le bateau, tuant Foster dans le processus.
Pendant ce temps, le shérif Bowman trouve les pêcheurs et les restes de Hubs avant de rendre visite à Shurkin et Lester, deux fermiers locaux qui s'occupent d'alligators. Shurkin part avec le shérif pour trouver Flat Dog alors que Lester est vu en train de nourrir le crocodile, avant d'être lui-même dévoré. À la tombée de la nuit, les étudiants sont toujours perdus dans les bois. Flat Dog revient et dévore Sunny. Le reste du groupe atteint un petit magasin, où Brady tente de téléphoner au shérif, mais ils se font surprendre par le crocodile, et Annabelle est à son tour dévorée. Alors que Kit s'échappe pour démarrer le camion à l'extérieur, Brady, Claire et Duncan se battent contre Flat Dog. Dans le chaos, un incendie se déclenche qui fait exploser le camion, tuant Kit et effrayant Flat Dog.
Le lendemain, le shérif et Shurkin trouvent Brady, Claire et Duncan et les récupèrent sur leur bateau. Peu après, Shurkin est jeté à l'eau et mangé, avant que le shérif ne soit également tué. Le moteur de l'embarcation étant cassé, les survivants nagent jusqu'à la terre ferme. Claire découvre finalement l'œuf du crocodile caché par Hubs dans son sac, et le groupe l'utilise comme appât pour attirer le crocodile vers eux afin qu'ils puissent le tuer. Alors que Flat Dog arrive, Duncan tente de la tuer. Cependant, il est rapidement avalé entier, pour être régurgité quelques instants plus tard. Claire donne l’œuf, qui éclos en bébé crocodile, à Flat Dog, qui retourne à son nid, laissant Claire, Brady et Duncan libres de s'échapper.

## Fiche technique
- Titre original et français : Crocodile
- Réalisation : Tobe Hooper
- Scénario : Jace Anderson, Adam Gierasch et Michael D. Weiss, d'après une histoire de Boaz Davidson
- Musique : Serge Colbert
- Photographie : Eliot Rockett
- Montage : Andy Horvitch et  Alain Jakubowicz (de)
- Décors : Whitney Brooke Wheeler et Peter Kanter
- Costumes : Carin Hooper
- Production : Boaz Davidson, Frank DeMartini, Danny Lerner, Danny Dimbort, Avi Lerner et Trevor Short
- Sociétés de production : Nu Image et Flat Dog Corporation
- Distribution : Millennium Films (États-Unis)
- Pays de production :  États-Unis
- Format : couleurs - 1,85:1 - Stéréo - 35 mm
- Genre : horreur
- Durée : 93 minutes
- Dates de sortie :
  - États-Unis : 26 décembre 2000 (en vidéo)
  - France : 30 juillet 2005 (première diffusion TV)
- Film interdit aux moins de 12 ans lors de sa sortie en salles en France.

## Distribution
- Mark McLauchlin : Brady Turner
- Caitlin Martin (VF : Colette Sodoyez) : Claire
- Chris Solari : Duncan McKay
- D.W. Reiser : Kit
- Julie Mintz (VF : Catherine Swartenbroekx) : Annabelle
- Sommer Knight (VF : Alexandra Corréa) : Sunny
- Rhett Jordan : Foster
- Greg Wayne : Hubs
- Harrison Young : le shérif Bowman
- Terrence Evans : Shurkin
- Vern Crofoot : Harvey
- Larry Udy : Arnold
- Adam Gierasch : Lester
- Kip Addota : Stanley, le pêcheur
- Crystal Atkins : la blonde en bikini

## Bande originale
- Anywhere, interprété par Station Victoria
- Emotional Wheel, interprété par Ripe 5
- Lucky Day, interprété par Ripe 5
- Why, interprété par Alice In The Fields
- One Of Those Days, interprété par Trim
- Together, interprété par Shine
- Takes You Alive, interprété par Station Victoria

## Autour du film
- Le tournage s'est déroulé à Los Angeles et Mexico.
- Une suite, Crocodile 2, fut réalisée par Gary Jones en 2002.
- Les costumes du film sont l'œuvre de Carin Hooper, la femme du cinéaste, avec qui elle avait déjà travaillé sur Lifeforce (1985), L'Invasion vient de Mars, Massacre à la tronçonneuse 2 (1986) et Spontaneous Combustion (1990).
- Tobe Hooper était déjà l'auteur, en 1977, du Crocodile de la mort (Eaten Alive), autre film d'horreur mettant en scène un crocodile.
- C'est un des rares films du genre mettant en scène un animal mangeur d'homme où ladite créature n'est pas tuée par les protagonistes.